# Casuals United
Casual United (также известны как UK Casuals United) — ультраправая хулиганская группировка. Тесно сотрудничает с «Лигой английской обороны». Группировка описывает себя как «Объединение футбольных фирм Британии против джихадистов» и «Союз британских футбольных казуалов различных цветов/рас, которые объединились для создания мирного массового протеста против текущей политики правительства».
Casuals United организована болельщиками нескольких футбольных команд. Текущим лидером является Джеф Марш из Барри, Южный Уэльс, бывший участник хулиганской фирмы «Soul Crew». Он сказал: «Хулиганы конкурирующих клубов объединяются здесь, и это походит на готовую армию… Мы выступаем против проповедников ненависти, которые здесь активно поощряют молодых мусульман принимать участие в джихаде против Великобритании».
Антифашистская организация «Вместе против фашизма» выступает против «Casuals United», также журнал «Searchlight» утверждал, что группа контактирует с Британской национальной партией.

## История
Casuals United была образована после протеста мусульман в Лутоне, организованного исламистской группировкой Аль-Мухаджирун, выступающих против парада возвращающихся членов 2-го батальона королевского Английского полка из боевых действий в Афганистане в марте 2009 года. Такие социальные сети как Facebook использовались для координации акций протеста Лондоне, Лутоне и Бирмингеме. В июле 2009 года Casuals United пикетировали исламскую демонстрацию в Лондоне. В августе 2009 года группа провели акцию протеста в Бирмингеме. Будущие протесты запланированы в Манчестере, Лидсе, Стоке, Болтоне и Дадли. Также в Эдинбурге в поддержку Шотландской лиги обороны.